# Мадакет (Масачусетс)
Мадакет (енгл. Madaket) насељено је место без административног статуса у америчкој савезној држави Масачусетс.

## Демографија
По попису из 2010. године број становника је 236.
| Група             | 2000.    | 2010.       |
| Белци             | 0 (0,0%) | 226 (95,8%) |
| Афроамериканци    | 0 (0,0%) | 1 (0,4%)    |
| Азијати           | 0 (0,0%) | 1 (0,4%)    |
| Хиспаноамериканци | 0 (0,0%) | 4 (1,7%)    |
| Укупно            | 0        | 236         |